# Sjewerne
Sjewerne (ukrainisch Сєверне; russisch Северное Sewernoje) ist eine Siedlung städtischen Typs im Osten der Ukraine in der Oblast Donezk mit etwa 10.000 Einwohnern.

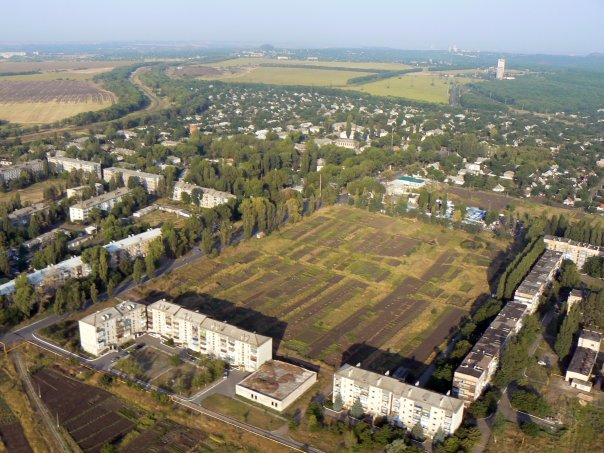
Wohnsiedlung im Ort

## Geographie
Die Siedlung städtischen Typs liegt im Donezbecken, etwa 60 Kilometer östlich vom Oblastzentrum Donezk und 8 Kilometer nordwestlich vom Stadtzentrum von Snischne, zu dessen Stadtkreis sie zählt, entfernt.
Der Ort bildet innerhalb der Stadt Snischne eine eigene Siedlungsratsgemeinde zu der auch die Siedlungen Moltschalyne (Молчалине) und Suchiwske (Сухівське) zählen, durch den Ort fließt der Fluss Hlucha (Глуха), ein Zufluss des Mius in nördlich Richtung.

## Geschichte
Sjewerne entstand 1928, erhielt 1938 den Status einer Siedlung städtischen Typs und ist seit Sommer 2014 im Verlauf des Ukrainekrieges durch Separatisten der Volksrepublik Donezk besetzt.